# Козориз, Иван Николаевич
Ива́н Никола́евич Козори́з (укр. Іван Миколайович Козоріз; род. 14 сентября 1979, Киев) — украинский футболист, полузащитник.

## Биография
Начал заниматься футболом в Киеве. Первый тренер — Андрей Леонидович Броварник, работал с группой детей 1979 года рождения. Занимался с этим наставником с 9-ти до 16-ти лет. Вместе с ним занимались: Руслан Ярош, Сергей Козырь, Александр Бабак, Владислав Остроушко, Владислав Савчук, Александр Алексеенко. Кроме того, несколько человек играют в мини-футбол и пляжный футбол.
После окончания школы попал в «Оболонь-ПВО», далее был «Борисфен» куда его пригласил Сергей Морозов. Затем полтора года играл в Польше, после чего вернулся на Украину. Играл за «Систему-Борэкс». После этого перешёл в симферопольскую «Таврию», в команде не заиграл и был отдан в аренду в «Закарпатье», вскоре был куплен клубом. В сезоне 2007/08 «Закарпатье» покинуло Высшую лигу. Иван побывал на просмотре в клубе «Львов», мог оказаться «Металлисте». Но контракт подписал в клубом «Харьков». В сезоне 2008/09 «Харьков» вылетел в Первую лигу, а Козориз вернулся в «Закарпатье».
В феврале 2010 года перешёл в мариупольский «Мариуполь», контракт подписал по схеме «1+1». По окончании действия контракта покинул клуб, не продлив его. Затем играл за ФК «Прикарпатье» и ФК «Нефтяник-Укрнефть». Сезон 2012/13 провёл в «Полтаве» после чего контракт с футболистом не был продлен..

## Личная жизнь
Женат на Наталье. Имеет дочь Дарью.